# Disphragis manethusa
Disphragis manethusa är en fjärilsart som beskrevs av Druce 1887. Disphragis manethusa ingår i släktet Disphragis och familjen tandspinnare. Inga underarter finns listade i Catalogue of Life.